# Frank Lampard
Frank James Lampard (n. 20 iunie 1978, Greater London, Anglia, Regatul Unit) este un antrenor englez de fotbal și fost jucător.
Frank Lampard este golgheterul all-time al lui Chelsea și este considerat de numeroși jurnaliști și experți în fotbal drept unul din cei mai buni mijlocași din generația sa.

## Cariera de jucător
Frank Lampard s-a născut în Romford, Havering, Anglia. El este fiul lui Frank Lampard, Sr., fost fundaș englez, dublu câștigător al Cupei Angliei (FA Cup) cu formația West Ham United. Familia sa are legături de prietenie cu altă familie cunoscută în fotbal, familia Redknapp.
Lampard a evoluat pe poziția de mijlocaș central și era recunoscut pentru șuturile sale puternice de la distanță și pentru abilitatea sa de a marca din orice poziție. Și-a început cariera la West Ham United și a mai jucat la Swansea City AFC, înainte să ajungă la Chelsea FC.
Având 105 selecții la naționala Angliei și 29 de goluri marcate, Lampard este considerat unul dintre cei mai buni jucători din fotbalul englez din secolul XXI, reușind să înscrie 10 sau mai multe goluri în 10 sezoane consecutive de Premier League (2003/04-2012/13). A câștigat campionatul în Anglia de trei ori (cu Chelsea, în 2004–05, 2005–06 și 2009-2010), de patru ori Cupa Angliei (2006–07, 2008–09, 2009–10, 2011–12, în toți anii cu Chelsea), de două ori Cupa Ligii Engleze (cu Chelsea, în 2005 și 2007), de două ori Supercupa Angliei (Community Shield) (cu Chelsea, în 2005 și 2009), Liga Campionilor(2011–12, cu Chelsea), Europa League(2012-13, cu Chelsea) și Cupa UEFA Intertoto (cu West Ham United, în 1999).
În ceea ce privește trofeele individuale, Frank Lampard s-a clasat pe locul al doilea în cursa pentru Balonul de Aur din anul 2005, în urma lui Ronaldinho. De asemenea, a fost ales Jucătorul Anului la Chelsea în 2004, 2005 și 2009. Alt trofeu important câștigat de Lampard este Jucătorul Anului în Anglia în 2004 și 2005.
Frank Lampard este mijlocașul cu cele mai multe goluri din istoria Premier League, având 170 de goluri la activ.
Pe 10 ianuarie 2015, Lampard a semnat un contract cu clubul New York City FC din Major League Soccer. Lampard și-a anunțat retragerea pe 2 februarie 2017 după ce a refuzat mai multe oferte și a spus că va căuta să-și obțină calificările de antrenor după retragere.

## Cariera de antrenor
La 31 mai 2018, Lampard a fost numit antrenor al clubului Derby County FC, semnând un contract de trei ani. În primul său sezon la conducerea lui Derby, Lampard a condus clubul către play-off-ul din Championship după ce a încheiat pe locul 6 în sezonul 2018-19. În semifinalele play-off-ului, Derby a pierdut acasă prima manșă, 0–1 dar a câștigat cu 4–2 în deplasare împotriva lui Leeds United FC și a câștigat duelul cu 4–3 la general, ajungând în finală. Derby a pierdut finala play-off-ului cu Aston Villa FC cu 2–1. La încheierea sezonului, Lampard a devenit unul dintre candidații la postul de antrenor al fostului său club Chelsea. La 25 iunie 2019, Derby i-a acordat lui Lampard permisiunea de a purta discuții cu șefii lui Chelsea cu privire la poziția menționată.
Pe 4 iulie 2019, Lampard a fost numit noul antrenor principal la Chelsea pe un contract de trei ani, devenind primul antrenor englez care a condus echipa în peste două decenii. 
Lampard a fost demis din funcția de manager pe 25 ianuarie 2021.
Fiind șomer de un an, Lampard a fost numit manager al clubului Everton FC din Premier League pe 31 ianuarie 2022, după demiterea lui Rafael Benítez din cauza rezultatelor slabe. La momentul numirii sale, clubul era pozitionat pe locul 16, la patru puncte deasupra zonei retrogradării. Lampard a salvat pe Everton de la retrogradare, fiind păstrat în funcție și pentru următorul sezon. Sezonul următor a văzut clubul căzând din nou într-o luptă pentru evitarea retrogradării, iar după o serie cu doar o victorie în 11 meciuri, Everton a ajuns pe locul 19 în ianuarie. Pe 23 ianuarie 2023, cu doar 8 zile până să împlinească un an la conducerea echipei, după o înfrângere cu 2-0 în fața lui West Ham, Lampard a fost demis de la Everton.
La 6 aprilie 2023, Lampard a fost readus manager al lui Chelsea până la sfârșitul sezonului 2022-2023, după demiterea lui Graham Potter.

## Statistici carieră

### Club
La 10 iunie 2014.
| Club                | Sezon         | Campionat | Campionat | FA Cup  | FA Cup | Cupa Ligii | Cupa Ligii | Continental | Continental | Altele  | Altele | Total   | Total  |
| Club                | Sezon         | Meciuri   | Goluri    | Meciuri | Goluri | Meciuri    | Goluri     | Meciuri     | Goluri      | Meciuri | Goluri | Meciuri | Goluri |
| ------------------- | ------------- | --------- | --------- | ------- | ------ | ---------- | ---------- | ----------- | ----------- | ------- | ------ | ------- | ------ |
| West Ham United     | 1995–96       | 2         | 0         | 0       | 0      | 0          | 0          | 0           | 0           | —       | —      | 2       | 0      |
| West Ham United     | 1996–97       | 13        | 0         | 1       | 0      | 2          | 0          | 0           | 0           | —       | —      | 16      | 0      |
| West Ham United     | 1997–98       | 31        | 5         | 6       | 1      | 5          | 4          | 0           | 0           | —       | —      | 42      | 10     |
| West Ham United     | 1998–99       | 38        | 5         | 1       | 0      | 2          | 1          | 0           | 0           | —       | —      | 41      | 6      |
| West Ham United     | 1999–2000     | 34        | 7         | 1       | 0      | 4          | 3          | 10          | 4           | —       | —      | 49      | 14     |
| West Ham United     | 2000–01       | 30        | 7         | 4       | 1      | 3          | 1          | 0           | 0           | —       | —      | 37      | 9      |
| West Ham United     | Total         | 148       | 24        | 13      | 2      | 16         | 9          | 10          | 4           | —       | —      | 187     | 39     |
| Swansea City (loan) | 1995–96       | 9         | 1         | 0       | 0      | 0          | 0          | —           | —           | —       | —      | 9       | 1      |
| Swansea City (loan) | Total         | 9         | 1         | 0       | 0      | 0          | 0          | —           | —           | —       | —      | 9       | 1      |
| Chelsea             | 2001–02       | 37        | 5         | 8       | 1      | 4          | 0          | 4           | 1           | —       | —      | 53      | 7      |
| Chelsea             | 2002–03       | 38        | 6         | 5       | 1      | 3          | 0          | 2           | 1           | —       | —      | 48      | 8      |
| Chelsea             | 2003–04       | 38        | 10        | 4       | 1      | 2          | 0          | 14          | 4           | —       | —      | 58      | 15     |
| Chelsea             | 2004–05       | 38        | 13        | 2       | 0      | 6          | 2          | 12          | 4           | —       | —      | 58      | 19     |
| Chelsea             | 2005–06       | 35        | 16        | 5       | 2      | 1          | 0          | 8           | 2           | 1       | 0      | 50      | 20     |
| Chelsea             | 2006–07       | 37        | 11        | 7       | 6      | 6          | 3          | 11          | 1           | 1       | 0      | 62      | 21     |
| Chelsea             | 2007–08       | 24        | 10        | 1       | 2      | 3          | 4          | 11          | 4           | 1       | 0      | 40      | 20     |
| Chelsea             | 2008–09       | 37        | 12        | 7       | 3      | 2          | 2          | 11          | 3           | —       | —      | 57      | 20     |
| Chelsea             | 2009–10       | 36        | 22        | 6       | 3      | 1          | 0          | 7           | 1           | 1       | 1      | 51      | 27     |
| Chelsea             | 2010–11       | 24        | 10        | 3       | 3      | 0          | 0          | 4           | 0           | 1       | 0      | 32      | 13     |
| Chelsea             | 2011–12       | 30        | 11        | 5       | 2      | 2          | 0          | 12          | 3           | —       | —      | 49      | 16     |
| Chelsea             | 2012–13       | 29        | 15        | 4       | 2      | 3          | 0          | 10          | 0           | 4       | 0      | 50      | 17     |
| Chelsea             | 2013–14       | 26        | 6         | 1       | 0      | 1          | 1          | 11          | 1           | 1       | 0      | 40      | 8      |
| Chelsea             | Total         | 429       | 147       | 58      | 26     | 34         | 12         | 117         | 25          | 10      | 1      | 648     | 211    |
| Total carieră       | Total carieră | 586       | 172       | 71      | 28     | 50         | 21         | 127         | 29          | 10      | 1      | 844     | 251    |

### Internațional
La 26 iulie 2014.
| Anglia | Anglia  | Anglia |
| An     | Meciuri | Goluri |
| ------ | ------- | ------ |
| 1999   | 1       | 0      |
| 2000   | 0       | 0      |
| 2001   | 3       | 0      |
| 2002   | 3       | 0      |
| 2003   | 9       | 1      |
| 2004   | 13      | 6      |
| 2005   | 9       | 3      |
| 2006   | 13      | 2      |
| 2007   | 9       | 2      |
| 2008   | 6       | 0      |
| 2009   | 10      | 6      |
| 2010   | 7       | 0      |
| 2011   | 7       | 3      |
| 2012   | 3       | 3      |
| 2013   | 10      | 3      |
| 2014   | 3       | 0      |
| Total  | 106     | 29     |

## Goluri internaționale
| #  | Data               | Stadion                                | Selecția | Oponent           | Scor | Rezultat   | Competiția                                             |
| -- | ------------------ | -------------------------------------- | -------- | ----------------- | ---- | ---------- | ------------------------------------------------------ |
| 1  | 20 august 2003     | Portman Road, Ipswich                  | 12       | Croația           | 3–1  | Victorie   | Meci amical                                            |
| 2  | 5 iunie 2004       | City of Manchester Stadium, Manchester | 19       | Islanda           | 6–1  | Victorie   | FA Summer Tournament 2004                              |
| 3  | 13 iunie 2004      | Estádio da Luz, Lisabona               | 20       | Franța            | 1–2  | Înfrângere | Preliminariile Campionatului European de Fotbal 2004   |
| 4  | 21 iunie 2004      | Estádio da Luz, Lisabona               | 22       | Croația           | 4–2  | Victorie   | Preliminariile Campionatului European de Fotbal 2004   |
| 5  | 24 iunie 2004      | Estádio da Luz, Lisabona               | 23       | Portugalia        | 2–2  | Egal       | Preliminariile Campionatului European de Fotbal 2004   |
| 6  | 4 septembrie 2004  | Ernst Happel Stadion, Viena            | 25       | Austria           | 2–2  | Egal       | Calificările pentru Campionatul Mondial de Fotbal 2006 |
| 7  | 9 octombrie 2004   | Old Trafford, Manchester               | 27       | Țara Galilor      | 2–0  | Victorie   | Calificările pentru Campionatul Mondial de Fotbal 2006 |
| 8  | 26 martie 2005     | Old Trafford, Manchester               | 31       | Irlanda de Nord   | 4–0  | Victorie   | Calificările pentru Campionatul Mondial de Fotbal 2006 |
| 9  | 8 octombrie 2005   | Old Trafford, Manchester               | 36       | Austria           | 1–0  | Victorie   | Calificările pentru Campionatul Mondial de Fotbal 2006 |
| 10 | 12 octombrie 2005  | Old Trafford, Manchester               | 37       | Polonia           | 2–1  | Victorie   | Calificările pentru Campionatul Mondial de Fotbal 2006 |
| 11 | 3 iunie 2006       | Old Trafford, Manchester               | 40       | Jamaica           | 6–0  | Victorie   | Meci amical                                            |
| 12 | 16 august 2006     | Old Trafford, Manchester               | 46       | Grecia            | 4–0  | Victorie   | Meci amical                                            |
| 13 | 22 august 2007     | Wembley Stadium, Londra                | 56       | Germania          | 1–2  | Înfrângere | Meci amical                                            |
| 14 | 21 noiembrie 2007  | Wembley Stadium, Londra                | 60       | Croația           | 2–3  | Înfrângere | Preliminariile Campionatului European de Fotbal 2008   |
| 15 | 28 martie 2009     | Wembley Stadium, Londra                | 68       | Slovacia          | 4–0  | Victorie   | Meci amical                                            |
| 16 | 6 iunie 2009       | Almaty Central Stadium, Almatî         | 70       | Kazahstan         | 4–0  | Victorie   | Calificările pentru Campionatul Mondial de Fotbal 2010 |
| 17 | 10 iunie 2009      | Wembley Stadium, Londra                | 71       | Andorra           | 6–0  | Victorie   | Calificările pentru Campionatul Mondial de Fotbal 2010 |
| 18 | 5 septembrie 2009  | Wembley Stadium, Londra                | 73       | Slovenia          | 2–1  | Victorie   | Meci amical                                            |
| 19 | 9 septembrie 2009  | Wembley Stadium, Londra                | 74       | Croația           | 5–1  | Victorie   | Calificările pentru Campionatul Mondial de Fotbal 2010 |
| 20 | 9 septembrie 2009  | Wembley Stadium, Londra                | 74       | Croația           | 5–1  | Victorie   | Calificările pentru Campionatul Mondial de Fotbal 2010 |
| 21 | 26 martie 2011     | Millennium Stadium, Cardiff            | 85       | Țara Galilor      | 2–0  | Victorie   | Preliminariile Campionatului European de Fotbal 2012   |
| 22 | 4 iunie 2011       | Wembley Stadium, Londra                | 86       | Elveția           | 2–2  | Egal       | Preliminariile Campionatului European de Fotbal 2012   |
| 23 | 12 noiembrie 2011  | Wembley Stadium, Londra                | 90       | Spania            | 1–0  | Victorie   | Meci amical                                            |
| 24 | 7 septembrie 2012  | Stadionul Zimbru, Chișinău             | 92       | Republica Moldova | 5–0  | Victorie   | Calificările pentru Campionatul Mondial de Fotbal 2014 |
| 25 | 7 septembrie 2012  | Stadionul Zimbru, Chișinău             | 92       | Republica Moldova | 5–0  | Victorie   | Calificările pentru Campionatul Mondial de Fotbal 2014 |
| 26 | 11 septembrie 2012 | Wembley Stadium, Londra                | 93       | Ucraina           | 1–1  | Egal       | Calificările pentru Campionatul Mondial de Fotbal 2014 |
| 27 | 6 februarie 2013   | Wembley Stadium, Londra                | 94       | Brazilia          | 2–1  | Victorie   | Meci amical                                            |
| 28 | 22 martie 2013     | Stadio Olimpico, Serravalle            | 95       | San Marino        | 8–0  | Victorie   | Calificările pentru Campionatul Mondial de Fotbal 2014 |
| 29 | 29 mai 2013        | Wembley Stadium, Londra                | 96       | Republica Irlanda | 1–1  | Egal       | Meci amical                                            |

## Palmares
West Ham United
- Cupa UEFA Intertoto (1): 1999

Chelsea
- FA Premier League (3): 2004–05, 2005–06, 2009–10
- FA Cup (4): 2006–07, 2008–09, 2009–10, 2011–12
- Football League Cup (2): 2004–05, 2006–07
- FA Community Shield (2): 2005, 2009
- Liga Campionilor UEFA (1): 2011–12
- UEFA Europa League (1): 2012–13

### Individual
- 2005 FIFA World Player of the Year: Argint
- Ballon d'Or 2005: Argint
- FWA Footballer of the Year (1): 2005
- UEFA Club Midfielder of the Year (1): 2008
- World XI (1): 2005
- PFA Fans' Player of the Year (1): 2005
- Premier League Player of the Season (2): 2004–05, 2005–06
- Premier League 20 Seasons Awards: Premier League 500 Club
- England Player of the Year (2): 2004, 2005
- UEFA Euro 2004 Team of the Tournament
- Premier League Player of the Month (4): septembrie 2003, aprilie 2005, octombrie 2005, octombrie 2008
- Chelsea Player of the Year (3): 2004, 2005, 2009
- PFA Premier League Team of the Year (3): 2004, 2005, 2006
- Premier League: 2004–05 Barclays Merit Award (for 164 consecutive meciuri)
- ESM Team of the Year (3): 2004–05, 2005–06, 2009–10
- FWA Tribute Award: 2010
- Lider în Premier League la pase decisive: 
  - 2004–05: 16 pase decisive
  - 2009–10: 17 pase decisive
- Omul meciului în finala FA Cup (1): 2007
- Omul meciului în finala Finala UEFA Europa Leagu (1): 2013
- FA Cup: Best player – 2006–07, 2008–09, 2009–10
- Premier League: Midfielder with the most goals – 170 goluri
- Golul lunii în Anglia – aprilie 2010

### Golgheter
- FA Cup 2006–07: 6 goluri
- Chelsea F.C. (4): 2004–05, 2005–06, 2007–08, 2011–12
- Anglia — Calificările pentru Campionatul Mondial de Fotbal 2006
- Anglia — cel mai bun marcator din penalty: 9 goluri
- Chelsea F.C. — golgheter all-time: 211 goluri